# Impurity
Impurity è il secondo album della band death metal tedesca Fleshcrawl, pubblicato nel 1994 dalla Black Mark Production.

## Tracce
1. From The Dead To The Living – 2:33
2. Withering Life – 2:37
3. Reincarnation (cover dei Demigod) – 4:42
4. Subordinate – 3:35
5. Disfigured – 2:17
6. After Obliteration – 1:12
7. Stiffen Souls – 3:36
8. Center Of Hate – 3:59
9. Inevitable End – 4:29
10. Incineration – 5:48

## Formazione
- Alex Pretzer - voce
- Markus Amann - basso
- Mike Hanus - chitarra, voce
- Stefan Hanus - chitarra
- Bastian Herzog - batteria